# 대목구
대목구(代牧區)는 교계제도(敎階制度), 즉 자립교구제도가 설정이 안된 지역에 자립교구에 준하는 역할의 가능을 부여한 준교구이다. 라틴어로는 Vicariatus Apostolicus, 영어는 Vicariate Apostolic로 불리며, 이는 교황좌 대리감목구로 풀이된다. 이 준교구제도는 17세기 이후에 교구설정이 어려운 지역에 설정이 되었다. 
대목구장은 명의주교가 임명되며, 교황좌 예속이므로 모든권한을 교황을 대리하여 행사한다. 즉 교황이 교구장격인 준교구이다. 한국 로마가톨릭교회는 1962년 전에는 대목구인 준교구였으며, 1962년 교계제도 설정으로 자립교회인 교구로 승격되었다.
준교구 및 그의 설치에 관한 사항은 교회법에 명시되어 있으며, 준교구장은 명의주교나 사제가 임명된다.

## 같이 보기
- 군종교구